# Land- und Stadtgericht Tapiau
Das Land- und Stadtgericht Tapiau war von 1822 bis 1849 ein preußisches Land- und Stadtgericht mit Sitz in Tapiau.

## Geschichte
Das Land- und Stadtgericht Tapiau wurde 1822 aus dem Stadtgericht Tapiau und dem Justizamt Tapiau gebildet. Es war ein Gericht 2. Klasse (später: 1. Klasse) im Sprengel des Oberlandesgerichts Königsberg.
1837 umfasste der Gerichtsbezirk die Stadt Tapiau mit 2622 Gerichtseingesessenen und 79 Ortschaften mit 7629 Gerichtseingesessenen (zusammen also 10.251 Gerichtseingesessene). Am Gericht waren ein Direktor, zwei Richter und sieben weitere Mitarbeiter beschäftigt.
Nach der Märzrevolution wurden 1849 einheitlich Kreisgerichte gebildet. In Tapiau entstand so die Gerichtskommission Tapiau des Kreisgerichts Wehlau.